# 沃爾頓·沃克

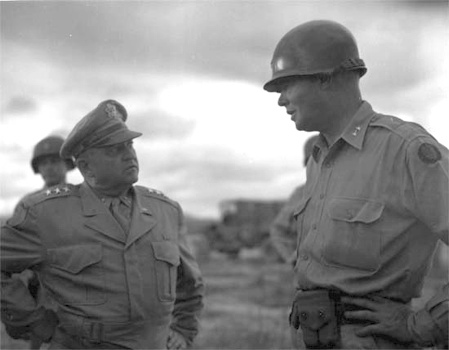
身處韓國大田市附近的的沃克（左）與迪安少將（右）

沃爾頓·哈里斯·沃克（英語：Walton Harris Walker，1889年12月3日—1950年12月23日），或譯「華克」，美國陸軍將領。曾經參加過二次世界大戰，美軍第20軍在他指揮下推進迅速，所以此軍便有「幽靈軍」之稱。在韓戰時，在釜山环形防御圈打敗朝鮮人民軍，但在清川江戰役，所部侧翼被中國人民志願軍突破，后撤到38線附近進行重整。1950年乘吉普車與韓國國軍在首都漢城北郊發生車禍而身亡，追晉為上將。

## 生平
沃克出身於德克薩斯州，1912年在西點軍校畢業，與艾森豪威尔友好。第一次世界大戰作戰英勇而得到銀星勳章。一戰結束後，在西點軍校教學。1930年到中國駐紮，馬歇爾命他擔任步兵團長。

## 第二次世界大戰
1939年歐洲戰爭爆發，沃克向馬歇爾游說，希望自己被派往乔治·巴顿組建的裝甲師下。馬歇爾允許，讓沃克晉升准將，在巴頓下擔任指揮，1942年晉升為少將。1944年初，沃克指揮的美軍第3裝甲師和美軍第20軍，為巴頓的第7軍團旗下，派往英國，進行諾曼第登陸。8月到9月，沃克指揮第20軍（XX Corps）穿過法國，他的推進速度迅速，為他的軍隊得到幽靈軍（Ghost Corps）的稱號，但在梅斯受阻。12月，巴頓轉攻阿登戰區，沃克的第20軍進行掩護。1945年2月美軍第3軍團（Third Army）突破了齊格飛防線，3月橫渡萊茵河進入德國，并解放布痕瓦爾德集中營。5月，沃克到達林茨和奧地利，在這個時候沃克晉升為中將。

## 二戰後
二戰結束後，沃克為美軍第5軍團司令，總部設在芝加哥。1948年，轉任美軍第8軍團司令，美國佔領日本，沃克調往麥克阿瑟麾下。

## 朝鮮戰爭
1950年6月，朝鮮戰爭爆發，第8軍團奉命驅趕。7月，沃克到釜山指揮部，對朝鮮進行進攻，但一時間無法組建防禦線，損失慘重而敗退到釜山附近。沃克認為不能再這樣後撤，8月，沃克下令死守釜山環形防禦圈，麥克阿瑟親自到仁川，在美、英兩軍飛機掩護下，美國海軍陸戰隊成功登陸仁川，在後方突襲朝鮮。9月，沃克與第10軍會合，佔領元山及平壤。沃克擔心中國人民志願軍反擊側翼，而小心行動。麥克阿瑟卻輕敵進攻，11月，中國人民志願軍把大韓民國第2軍及東、西兩線的美軍側翼擊破，聯合國軍只能後撤，12月放棄平壤。

## 身亡
1950年12月23日，沃克打算重整防線，行經議政府市南郊（今首爾市道峰區道峰洞一帶）时，乘坐的吉普車被一辆韓軍卡车给撞倒，他几个小时前还在嘲笑巴顿这样的人出车祸死了。遺體被運回華府，追贈上將，1951年1月2日葬在阿靈頓國家公墓。

## 紀念
1963年，韓國總統朴正熙，將一座位於漢城（今首爾）廣津區、漢江北岸的酒店命名為華克山莊（英語：Walker Hill）以紀念沃克對韓國的貢獻。該山莊目前是五星級的喜來登華克山莊酒店（Sheraton Walker Hill）所在地。2009年，道峰區區長崔仙吉（최선길），替沃爾頓·沃克紀念碑進行揭幕儀式，紀念碑位於沃克身亡的地點，鄰近道峰站。
美國1951年投入服役的M41輕戰車，為紀念華克，命名為「華克猛犬」。